# Twój ruch (album)
Twój ruch – drugi album solowy polskiego wokalisty i rapera Bob One'a. Wydawnictwo ukazało się 7 czerwca 2013 roku nakładem wytwórni muzycznej MaxFloRec. Płytę poprzedził wydany 11 kwietnia 2013 roku singel pt. „Widzę dziś”.
Materiał był promowany teledyskami do utworów „Twój ruch”, „Zostawiam”, „W co wierzysz”, „Widzę dziś” oraz „Nie trzeba”.
Płyta dotarła do 43. miejsca polskiej listy przebojów (OLiS). W 2016 roku płyta uzyskała w Polsce status platynowej.

## Lista utworów
Źródło.
1. „Otwarcie” – 0:58
2. „Widzę dziś” – 3:22
3. „Insomnia” – 3:52
4. „Zostawiam” – 3:15
5. „Jak jest” – 3:30
6. „Daj z siebie wszystko” (gościnnie: Bas Tajpan) – 4:46
7. „Twój ruch” – 3:06
8. „Przestań” – 3:26
9. „W co wierzysz” – 3:36
10. „Polskie zoo” – 2:45
11. „Nie trzeba” – 3:44
12. „Słychać nas” (gościnnie: Bu) – 3:55
13. „Może tak” – 3:38
14. „Brokat” – 3:05
15. „Granice” (gościnnie: Chieftain Joseph) – 4:19